# Deutsche Skilanglauf-Meisterschaften 2013
Die Deutschen Skilanglauf-Meisterschaften 2013 fanden vom 7. Februar bis 10. Februar 2013 im Hohenzollern-Skistadion am Großen Arbersee und vom 23. bis 24. März 2013 in Finsterau statt. Sprint, Skiathlon und Freistilrennen wurden im Hohenzollern-Skistadion ausgetragen, Massenstart und Teamsprint in Finsterau.

## Ergebnisse Herren

### Sprint klassisch
| Platz | Name                | Verein                        |
| ----- | ------------------- | ----------------------------- |
| 1     | Daniel Heun         | SKG Gersfeld                  |
| 2     | Oliver Wünsch       | WSC Erzgebirge Oberwiesenthal |
| 3     | Jonas Dobler        | SC Traunstein                 |
| 4     | Thomas Wick         | SCM Zella-Mehlis              |
| 5     | Andreas Katz        | SV Baiersbronn                |
| 6     | Florian Eberspacher | TSV Buchenberg                |
| 7     | Max Wohlleben       | SCM Zella-Mehlis              |
| 8     | Roy Meingast        | SC Steinbach-Hallenberg       |

Datum: 7. Februar im Hohenzollern-Skistadion

### 20 km Skiathlon
| Platz | Name              | Verein                        | Zeit        |
| ----- | ----------------- | ----------------------------- | ----------- |
| 1     | Tim Tscharnke     | SV Biberau                    | 50:09,9 min |
| 2     | Thomas Bing       | Rhöner WSV                    | 50:10,5 min |
| 3     | Jonas Dobler      | SC Traunstein                 | 50:11,0 min |
| 4     | Tom Reichelt      | WSC Erzgebirge Oberwiesenthal | 50:11,5 min |
| 5     | Roy Meingast      | SC Steinbach-Hallenberg       | 50:12,1 min |
| 6     | Florian Notz      | SZ Römerstein                 | 50:14,9 min |
| 7     | Thomas Wick       | SCM Zella-Mehlis              | 50:16,4 min |
| 8     | Lucas Bögl        | SC Gaißach                    | 50:30,4 min |
| 9     | Andreas Katz      | SV Baiersbronn                | 50:59,0 min |
| 10    | Bernhard Benedikt | TSV Oberammergau              | 51:59,7 min |

Datum: 9. Februar im Hohenzollern-Skistadion

### 10 km Freistil
| Platz | Name              | Verein                        | Zeit        |
| ----- | ----------------- | ----------------------------- | ----------- |
| 1     | Tom Reichelt      | WSC Erzgebirge Oberwiesenthal | 23:48,2 min |
| 2     | Roy Meingast      | SC Steinbach-Hallenberg       | 23:56,5 min |
| 3     | Florian Notz      | SZ Römerstein                 | 24:15,4 min |
| 4     | Jonas Dobler      | SC Traunstein                 | 24:19,0 min |
| 5     | Bernhard Benedikt | TSV Oberammergau              | 24:26,7 min |
| 6     | Lucas Bögl        | SC Gaißach                    | 24:28,3 min |
| 7     | Thomas Wick       | SCM Zella-Mehlis              | 24:29,0 min |
| 8     | Markus Weeger     | SCMK Hirschau                 | 24:32,7 min |
| 9     | Andreas Katz      | SV Baiersbronn                | 24:34,0 min |
| 10    | Samson Schairer   | SC Oberstdorf                 | 24:48,0 min |

Datum: 10. Februar im Hohenzollern-Skistadion

### 30 km klassisch Massenstart
| Platz | Name            | Verein                        | Zeit        |
| ----- | --------------- | ----------------------------- | ----------- |
| 1     | Axel Teichmann  | WSV Bad Lobenstein            | 1:24:59,2 h |
| 2     | Thomas Bing     | Rhöner WSV                    | 1:25:06,4 h |
| 3     | Jonas Dobler    | SC Traunstein                 | 1:25:48,6 h |
| 4     | Andy Kühne      | WSC Erzgebirge Oberwiesenthal | 1:26:03,1 h |
| 5     | Oliver Wünsch   | WSC Erzgebirge Oberwiesenthal | 1:27:01,3 h |
| 6     | Tom Reichelt    | WSC Erzgebirge Oberwiesenthal | 1:27:41,6 h |
| 7     | Alexander Wolz  | TSV Buchenberg                | 1:27:51,7 h |
| 8     | Thomas Wick     | SCM Zella-Mehlis              | 1:28:05,2 h |
| 9     | Samson Schairer | SC Oberstdorf                 | 1:28:10,2 h |
| 10    | Max Wohlleben   | SCM Zella-Mehlis              | 1:28:22,0 h |

Datum: 23. März in Finsterau

### Teamsprint Freistil
| Platz | Name                                 | Verein                         | Zeit        |
| ----- | ------------------------------------ | ------------------------------ | ----------- |
| 1     | Samson Schairer Sebastian Eisenlauer | SC Oberstdorf SC Sonthofen     | 20:20,9 min |
| 2     | Thomas Bing Axel Teichmann           | Rhöner WSV WSV Bad Lobenstein  | 20:21,9 min |
| 3     | Alexander Wolz Jonas Dobler          | TSV Buchenberg SC Traunstein   | 20:39,1 min |
| 4     | Michael Schnetzer Bernhard Benedikt  | SC Rettenberg TSV Oberammergau | 20:50,6 min |
| 5     | Valentin Mättig Oliver Wünsch        | WSC Erzgebirge Oberwiesenthal  | 21:00,2 min |
| 6     | Andy Kühne Tom Reichelt              | WSC Erzgebirge Oberwiesenthal  | 21:01,5 min |
| 7     | Max Wohlleben Thomas Wick            | SCM Zella-Mehlis               | 21:05,1 min |
| 8     | Benno Kuhbandner Andreas Katz        | SV Kappel SV Baiersbronn       | 21:51,8 min |

Datum: 24. März in Finsterau

## Ergebnisse Frauen

### Sprint klassisch
| Platz | Name              | Verein                        |
| ----- | ----------------- | ----------------------------- |
| 1     | Elisabeth Schicho | SC Schliersee                 |
| 2     | Polina Ermoshina  | Russland                      |
| 3     | Lucia Anger       | SC Oberstdorf                 |
| 4     | Jessica Müller    | SV Baiersbronn                |
| 5     | Theresa Eichhorn  | SV Biberau                    |
| 6     | Monique Siegel    | WSC Erzgebirge Oberwiesenthal |
| 7     | Sarah Wagner      | SCM Zella-Mehlis              |
| 8     | Anna van der Rhee | USA                           |

Datum: 7. Februar im Hohenzollern-Skistadion

### 10 km Skiathlon
| Platz | Name             | Verein                        | Zeit        |
| ----- | ---------------- | ----------------------------- | ----------- |
| 1     | Monique Siegel   | WSC Erzgebirge Oberwiesenthal | 29:36,7 min |
| 2     | Helene Jacob     | SV Rotterode                  | 29:40,1 min |
| 3     | Lucia Anger      | SC Oberstdorf                 | 29:57,6 min |
| 4     | Theresa Eichhorn | SV Biberau                    | 30:12,7 min |
| 5     | Jessica Müller   | SV Baiersbronn                | 30:32,2 min |
| 6     | Sarah Wagner     | SCM Zella-Mehlis              | 30:47,2 min |

Datum: 9. Februar im Hohenzollern-Skistadion

### 5 km Freistil
| Platz | Name              | Verein                        | Zeit        |
| ----- | ----------------- | ----------------------------- | ----------- |
| 1     | Elisabeth Schicho | SC Schliersee                 | 13:36,7 min |
| 2     | Monique Siegel    | WSC Erzgebirge Oberwiesenthal | 13:44,3 min |
| 3     | Lucia Anger       | SC Oberstdorf                 | 13:48,0 min |
| 4     | Jessica Müller    | SV Baiersbronn                | 14:06,9 min |
| 5     | Theresa Eichhorn  | SV Biberau                    | 14:21,3 min |
| 6     | Sarah Wagner      | SCM Zella-Mehlis              | 14:35,9 min |
| 7     | Helene Jacob      | SV Rotterode                  | 14:53,2 min |

Datum: 10. Februar im Hohenzollern-Skistadion

### 15 km klassisch Massenstart
| Platz | Name               | Verein                        | Zeit        |
| ----- | ------------------ | ----------------------------- | ----------- |
| 1     | Lucia Anger        | SC Oberstdorf                 | 49:16,9 min |
| 2     | Anneka Döhla       | WSC Erzgebirge Oberwiesenthal | 49:17,1 min |
| 3     | Eva Wolf           | SV Agenbach                   | 49:27,8 min |
| 4     | Theresa Lützendorf | ASC Oberwiesenthal            | 49:43,3 min |
| 5     | Anne Winkler       | SSV Sayda                     | 50:46,0 min |
| 6     | Jessica Gnüchtel   | Bockauer SV                   | 50:46,4 min |
| 7     | Theresa Eichhorn   | SV Biberau                    | 50:55,0 min |
| 8     | Sarah Wagner       | SCM Zella-Mehlis              | 51:32,7 min |
| 9     | Sarah Schaber      | TSV Buchenberg                | 53:28,9 min |
| 10    | Anna-Lena Heynen   | SCMK Hirschau                 | 53:55,6 min |

Datum: 23. März in Finsterau

### Teamsprint Freistil
| Platz | Name                                | Verein                                     | Zeit        |
| ----- | ----------------------------------- | ------------------------------------------ | ----------- |
| 1     | Lucia Anger Sarah Schaber           | SC Oberstdorf TSV Buchenberg               | 18:53,3 min |
| 2     | Anneka Döhla Anne Winkler           | WSC Erzgebirge Oberwiesenthal SSV Sayda    | 19:26,8 min |
| 3     | Jessica Gnüchtel Theresa Lützendorf | Bockauer SV ASC Oberwiesenthal             | 19:37,1 min |
| 4     | Anna Daudert Lisa König             | WSV Bad Lobenstein SC Steinbach-Hallenberg | 19:50,9 min |
| 5     | Anna-Lena Heynen Kathrin Schratt    | SCMK Hirschau TSV Buchenberg               | 19:57,7 min |
| 6     | Johanna Petersen Katharina Petersen | SC Rückershaus                             | 20:53,6 min |
| 7     | Jessica Wirth Serena Schairer       | FC Wüstenselbitz SC Oberstdorf             | 21:38,7 min |

Datum: 24. März in Finsterau